# Vienna Vikings
Vienna Vikings er et amerikansk fodboldhold fra Wien, der spillede med i European League of Football. Vienna Vikings vundet Eurobowl 4 år i træk (2004-2007) og 2013. Holdet spiller i European League of Football (ELF) og Austrian Football League.
Holdet blev grundlagt i 1983 og de vandt deres første østrigske mesterskab i 1994 og har siden da vundet 15 østrigske mesterskaber.
I december 2005 ændredes holdets navn til Dodge Vienna Vikings fra det tidligere Crysler Vienna Vikings, hvorefter navnet igen fra starten af år 2008 ændredes til det Raiffeisen Vienna Vikings og 2017 til det Dacia Vikings.